# Cleistanthus occidentalis
Cleistanthus occidentalis là một loài thực vật có hoa trong họ Diệp hạ châu. Loài này được (Leandri) Leandri mô tả khoa học đầu tiên năm 1957.